# Integrierte Planung
Unter Integrierter Planung versteht man die gedankliche Entwicklung, Vorwegnahme, Bewertung und Ausführung einer Lösungsstrategie zur Behebung eines Mangels. In der realen, gebauten und gesteuerten Umwelt betrifft dies Gegenstände und Funktionen, die vom Ingenieurwesen im weitesten Sinne gestaltet werden, so zum Beispiel Verkehrsnetze, Bauwerke und Flächen. Die Fähigkeit des Planens ist die wesentliche geistige Fähigkeit des Menschen; es hat zu seinem evolutionären Erfolg ganz wesentlich beigetragen, indem es ihm ermöglichte, Ziele unter einem Minimum an Aufwand zu erreichen.
Integrierte Planung in der allgemein Ingenieurplanung genannten Disziplin bezeichnet die Herangehensweise an Probleme in Form einer Gesamtschau. Früher hat man Probleme als Produkte behandelt, also zum Beispiel den Verkehr ohne Berücksichtigung der Zweit- und Drittwirkung geplant. Heute ist die Betrachtung als Projekt üblich: die Aufgabenstellung wird immer als Teil der übrigen Umwelt gesehen.
Diese Integration wird durch einen interdisziplinären Verbund geleistet, in dem neben den Fächern der Ingenieurplanung (Verkehrs- und Stadtplanung) auch Geographie, Ökologie, Ökonomie und teilweise auch die Sozialwissenschaften Beiträge leisten.
Zur Handhabbarmachung der teilweise sehr komplexen Aufgabenstellungen werden häufig Methoden des wissenschaftlichen und planerischen Diskurses eingesetzt.